# Parafia św. Antoniego Padewskiego w Kielcach
Parafia Świętego Antoniego Padewskiego w Kielcach – parafia rzymskokatolicka w Kielcach. Należy do dekanatu Kielce-Północ diecezji kieleckiej. 

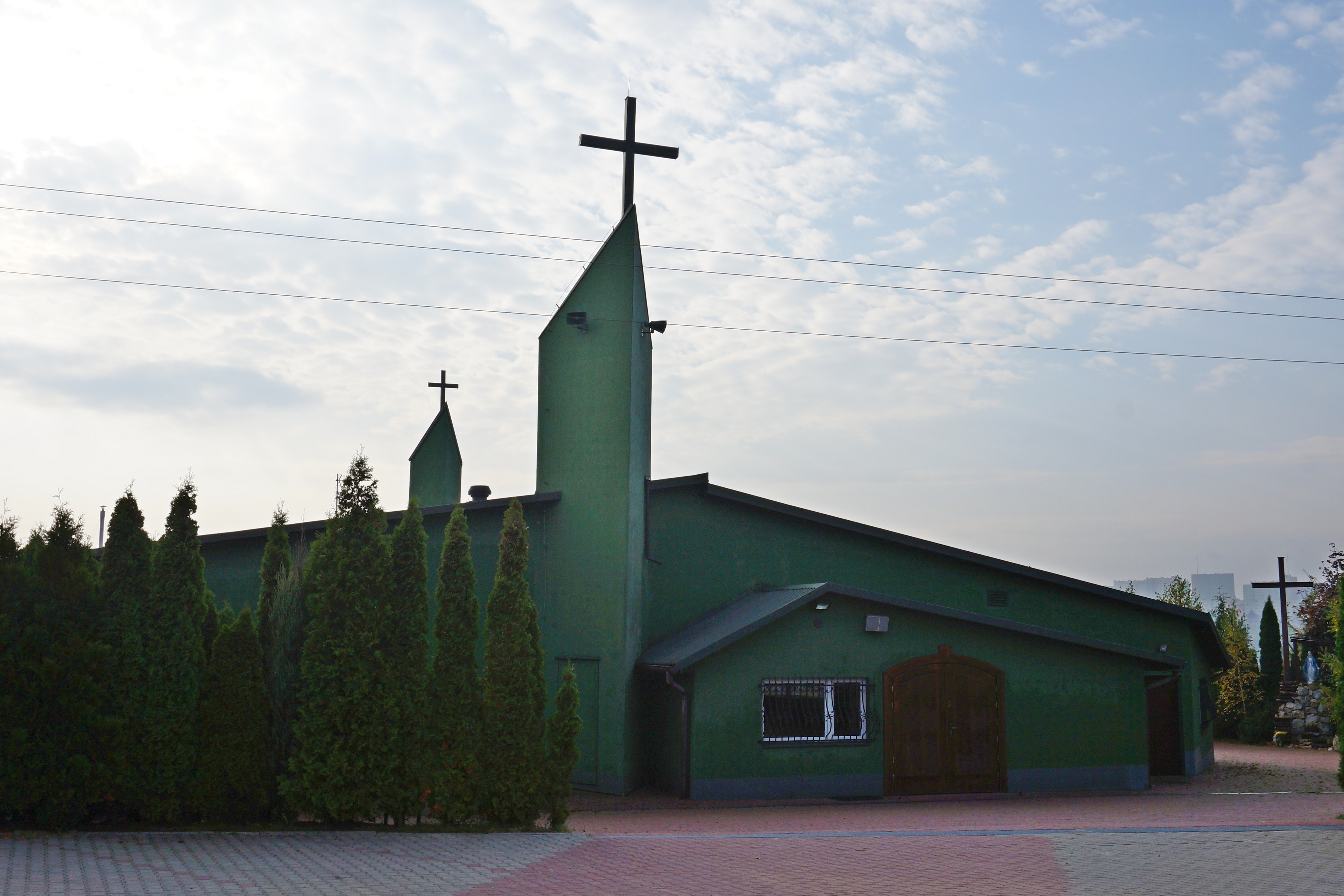
Kaplica parafialna

Parafia została erygowana przez biskupa Kazimierz Ryczana  9 lipca 2000 r. Parafię wydzielono z obszaru parafii Najświętszej Maryi Panny Matki Kościoła w Kielcach-Dąbrowie i osiedla Sieje z parafii św. Józefa w Kielcach. 
Od pierwszego roku istnienia parafii służy tymczasowa kaplica, a w 2008 rozpoczęto budowę trzynawowego kościoła według projektu Józefa Śliwińskiego. Budowę ukończono w 2021 r; chociaż kościół był wcześniej używany w lecie 2020 r.